# Сан Мауро ди Салине
Сан Ма̀уро ди Салѝне (на италиански: San Mauro di Saline; на венециански: Saline, Салине) е село и община в Северна Италия, провинция Верона, регион Венето. Разположено е на 804 m надморска височина. Населението на общината е 577 души (към 2015 г.).